# Усяжский сельсовет
Усяжский сельсовет — административная единица на территории Смолевичского района Минской области Республики Беларусь. Административный центр — посёлок Усяж.

## География
Усяжский сельсовет расположен в 30 километрах от Минска.
Граничит с Озерицко-Слободским и Жодинским сельсоветами, с Логойским районом.

## История
28 декабря 2000 года деревня Дубовики передана из состава Озерицко-Слободского сельсовета в состав Усяжского сельсовета.
В 2008 году деревня Курково преобразована в агрогородок; административный центр Усяжского сельсовета перенесён из посёлка Усяж в агрогородок Курково.
27 октября 2013 года административный центр Усяжского сельсовета перенесён из агрогородка Курково в посёлок Усяж.

## Состав
Усяжский сельсовет включает 24 населённых пункта:
- Антополье — деревня.
- Высокое — деревня.
- Дубовики — деревня.
- Емельяново — деревня.
- Избицкое — деревня.
- Кальники — деревня.
- Каменка — деревня.
- Ковалевщина — деревня.
- Кривая Берёза — деревня.
- Курково — агрогородок[3].
- Мгле — деревня.
- Новодворье — деревня.
- Прудище — деревня.
- Сарнацкое — деревня.
- Сутоки — деревня.
- Тадулино — деревня.
- Трубичино — деревня.
- Узбережье — деревня.
- Усяж — посёлок.
- Усяжа — агрогородок.
- Хотеново — деревня.
- Шпаковщина — деревня.
- Юзефово — деревня.
- Юрьево — агрогородок.